# The Fury of Our Maker’s Hand
The Fury of Our Maker’s Hand – drugi album studyjny amerykańskiej grupy muzycznej DevilDriver wydany 28 czerwca 2005 nakładem Roadrunner Records.
Edycja specjalna płyty została wydana 31 października 2006 i zawierała sześć utworów dodatkowych oraz dodatek DVD z czterema teledyskami grupy.

## Lista utworów
1. "End of the Line" – 5:03
2. "Driving Down the Darkness" – 3:53
3. "Grinfucked" – 3:32
4. "Hold Back the Day" – 4:14
5. "Sin & Sacrifice" – 5:04
6. "Ripped Apart" - 4:11
7. "Pale Horse Apocalypse" – 4:13
8. "Just Run" – 4:15
9. "Impending Disaster" – 4:09
10. "Bear Witness Unto" – 4:05
11. "Before the Hangman's Noose" – 3:52
12. "The Fury of Our Maker’s Hand" – 4:51

Utwory bonusowe edycji specjalnej:
13. "Unlucky 13" – 4:06
14. "Guilty as Sin" – 3:06
15. "Digging Up the Corpses" – 3:53
16. "I Could Care Less" (Live) – 3:43
17. "Hold Back the Day" (Live) – 4:25
18. "Ripped Apart" (Live) – 4:29
Teledyski na dodatku DVD w edycji specjalnej:
- "End of the Line"
- "Hold Back the Day"
- "I Could Care Less"
- "Nothing's Wrong"

## Single
- "Hold Back the Day" (2005)
- "End of the Line" (2005)

## Teledyski
- Hold Back the Day (reż. Joe Lynch)[2]
- End of the Line (reż. Daniel Burke)[3]

## Twórcy
- Bradley „Dez” Fafara – wokal
- Mike Spreitzer – gitara elektryczna
- Jeff Kendrick – gitara elektryczna
- Jon Miller – gitara basowa
- John Boecklin – perkusja, dodatkowa gitara
- Colin Richardson – producent muzyczny

## Inne informacje
- Utwory "Unlucky 13" oraz "Guilty As Sin" zostały zarejestrowane podczas sesji nagraniowej 2005.
- Utwór "Digging Up The Corpses" stanowi "odrzut" z sesji nagraniowej albumu DevilDriver. Pierwotnie został wydany na ścieżce dźwiękowej do filmu Resident Evil 2: Apokalipsa (2004).
- Trzy utwory koncertowe w edycji specjalnej zmiksował przez Andy Sneap.